# Eulemur
Eulemur là một chi động vật có vú trong họ Lemuridae, bộ Linh trưởng. Chi này được Simons and Rumpler miêu tả năm 1988. Loài điển hình của chi này là Lemur mongoz Linnaeus, 1766.

## Hình ảnh

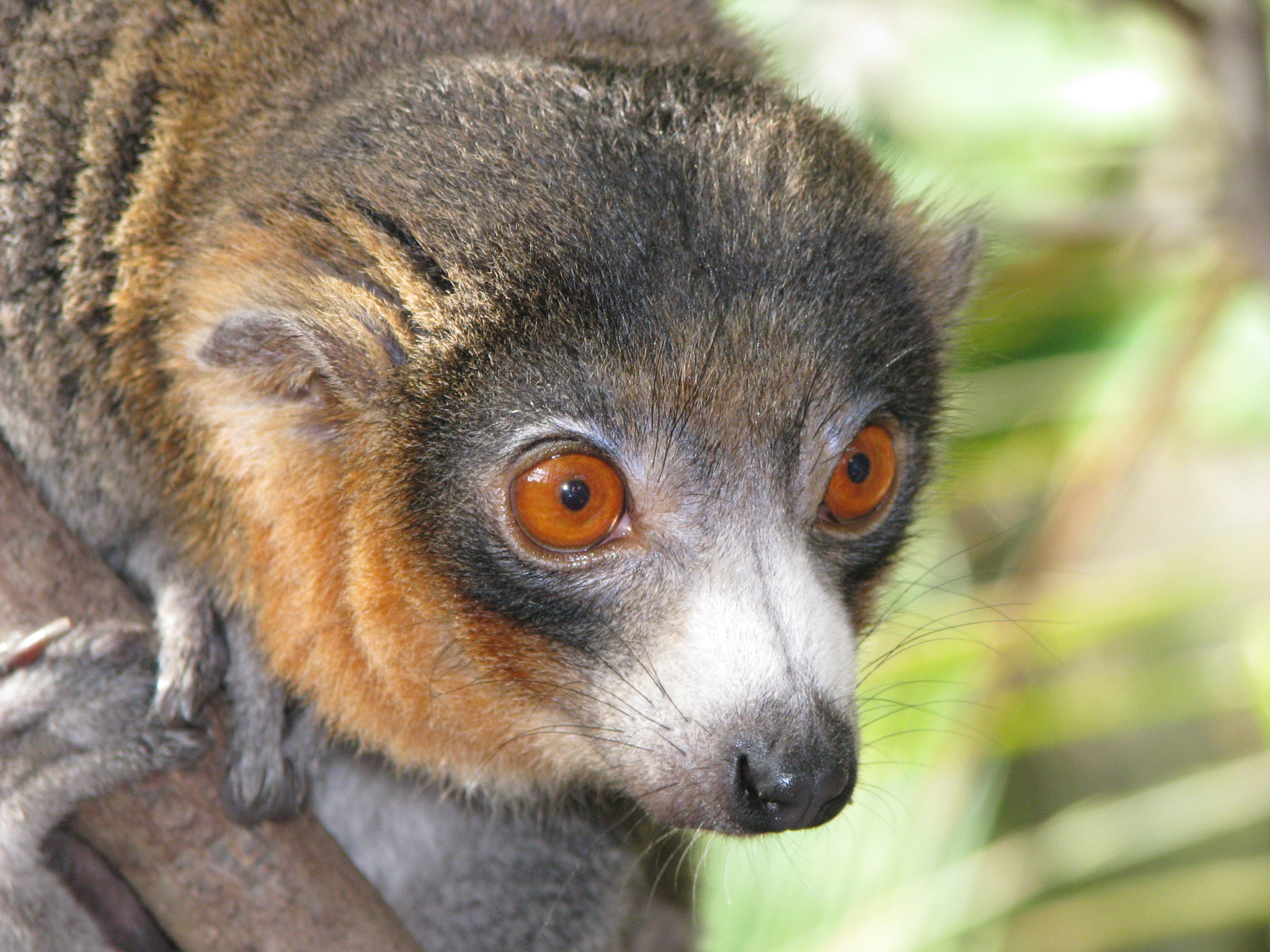
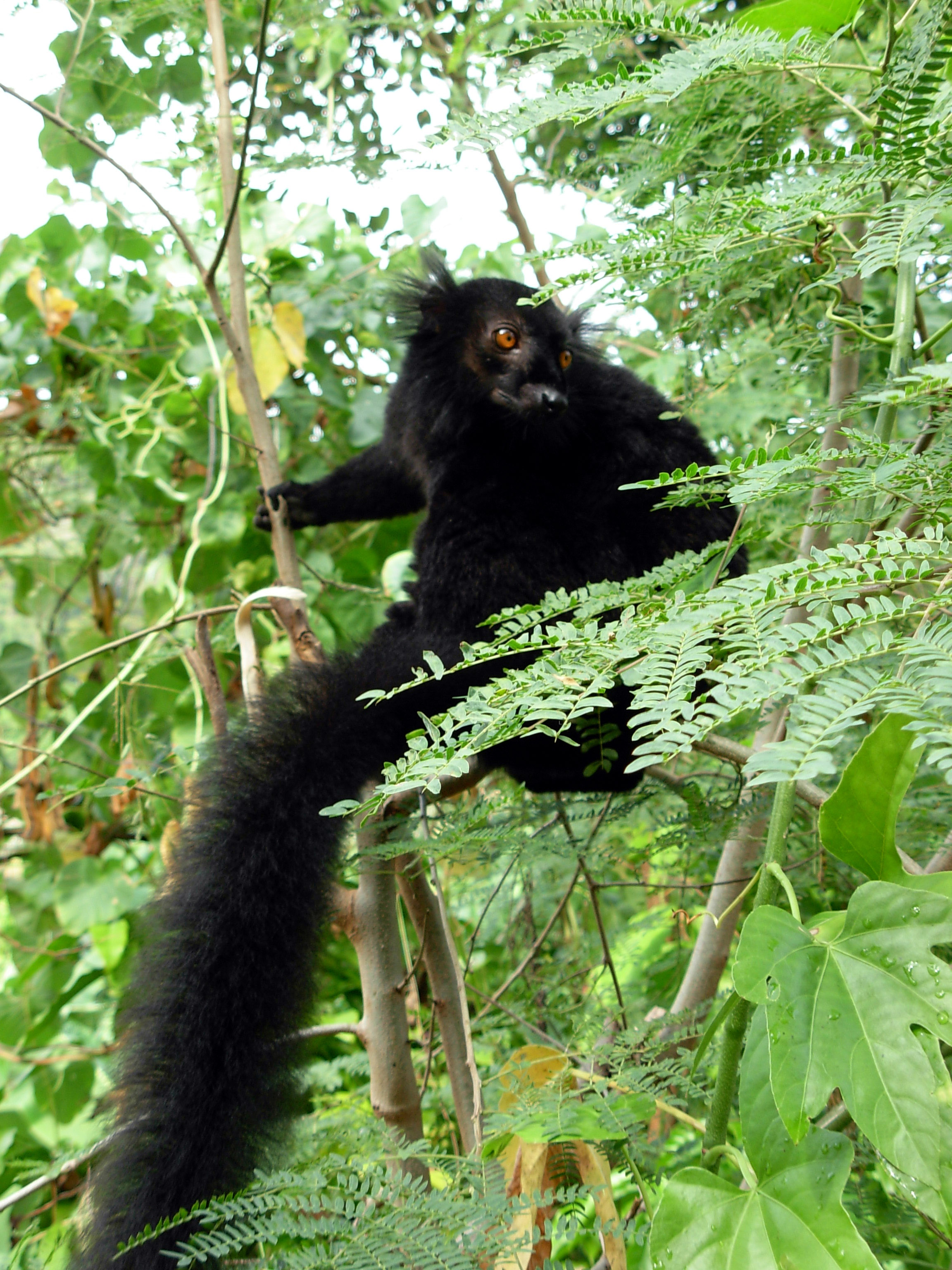
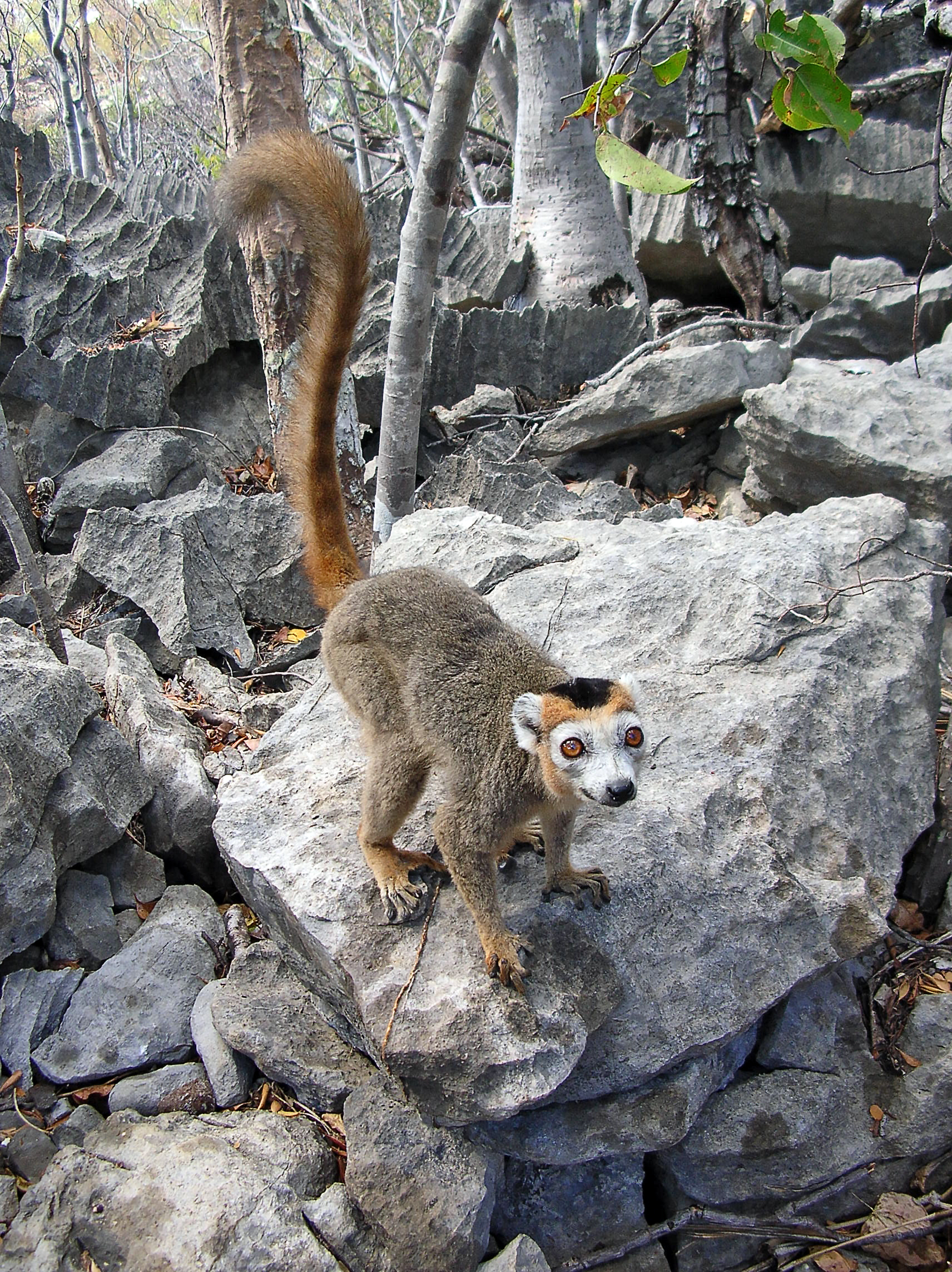
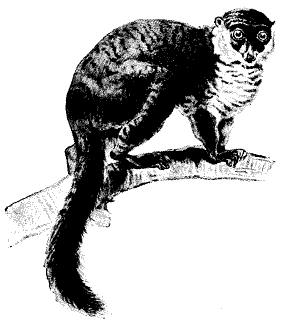

## Các loài
Chi này gồm các loài:
| Phân loại NCBI | Phân loại MSW |
| --- | --- |
| - Eulemur albifrons - Eulemur cinereiceps - Eulemur coronatus - Eulemur fulvus - Eulemur fulvus albocollaris - Eulemur fulvus collaris - Eulemur fulvus fulvus - Eulemur fulvus mayottensis - Eulemur fulvus sanfordi - Eulemur macaco - Eulemur macaco flavifrons - Eulemur macaco macaco - Eulemur mongoz - Eulemur rubriventer - Eulemur rufus | - Eulemur albifrons - Eulemur albocollaris - Eulemur cinereiceps - Eulemur collaris - Eulemur coronatus - Eulemur fulvus - Eulemur macaco - Eulemur macaco flavifrons - Eulemur macaco macaco - Eulemur mongoz - Eulemur rubriventer - Eulemur rufus - Eulemur sanfordi |